# Золотой телёнок (фильм, 1968)
«Золото́й телёнок» — советский двухсерийный чёрно-белый художественный фильм режиссёра Михаила Швейцера; первая экранизация одноимённого романа Ильи Ильфа и Евгения Петрова.
Сюжет уже был использован Ильфом и Петровым в сценарии фильма 1936 года «Однажды летом».

## Сюжет

Сергей Юрский в роли Остапа Бендера (1968)

Главный герой фильма Остап Бендер представляется в исполкоме провинциального городка Арбатова «сыном лейтенанта Шмидта». Затея ему вполне удаётся, но в исполком тут же заходит ещё один «сын» — мелкий простоватый жулик Шура Балаганов. Находчивость Бендера помогает разрешить щекотливую ситуацию: он представляет всё так, будто Шура — его брат, а тот ему подыгрывает. Сразу же после ухода «братьев» в исполкоме появляется третий «сын» — пожилой проходимец Паниковский.
В ходе общения «братьев» Бендер делится с Балагановым мечтой — заполучить пятьсот тысяч рублей и уехать в бразильский столичный город Рио-де-Жанейро, для чего ему нужно лишь встретить богатого индивида, который после этой встречи сам со временем «принесёт ему деньги на блюдечке». Балаганов в ответ сообщает, что недавно узнал об одном подпольном миллионере, некоем Корейко из Черноморска. Бендер выезжает с Шурой в этот город, сумев уговорить на дальнюю поездку арбатовского шофёра Козлевича, не снискавшего лавров на ниве местного автоизвоза. Адам Козлевич передвигается на раритетном автомобиле «Лорен-Дитрих» (по его утверждению), которому Бендер даёт новое имя — «Антилопа Гну». На выезде из города троица подбирает Паниковского, спасающегося от разъярённой толпы после кражи гуся.
По замыслу Бендера, экипажу «Антилопы» довольно долго удаётся без особых усилий выдавать себя за экипаж головной машины проходящего в то же время скоростного автопробега; Остап выступает на митинге, а экипаж бесплатно получает провизию, бензин и запчасти. И всё же некоторое время спустя компанию догоняет телеграмма, предписывающая задержать самозванцев, которым приходится спасаться бегством.
Тем временем Корейко, живущий под видом скромного конторщика и хранящий свои миллионы в чемоданчике, испытывает серьёзную личную драму, неожиданно для себя влюбившись в молодую девушку Зосю Синицкую. Его смятение усиливается, когда прибывшие в Черноморск Остап со своими товарищами начинают анонимную психологическую атаку на миллионера: загадочные телеграммы двусмысленного содержания; нищий полуидиот (Паниковский), выпрашивающий у Корейко на улице миллион; бандероль с книгой «Капиталистические акулы».
Завершив этап первоначального воздействия на Корейко, великий комбинатор поручает Паниковскому и Балаганову безо всякого насилия отобрать у подпольного миллионера «всё содержимое его карманов», что двум жуликам удаётся выполнить, хотя и с применением насилия. В похищенном ими портсигаре оказывается 10 000 рублей — «жалованье господина Корейко за двадцать лет беспорочной службы», по меткому замечанию Бендера. Теперь Остап окончательно уверился в истинности рассказа Балаганова о тайном богатстве скромного с виду конторщика, однако ему не сразу удаётся понять, что на сей раз ему попался противник, не менее опытный в житейских схватках. Попытка «третьесортного шантажа», когда Бендер под видом милиционера пытается вернуть Корейко портсигар и взять с него расписку в получении денег, ни к чему не приводит: Александр Иванович так искусно разыгрывает полное равнодушие при виде денег, что Остапу не сразу удаётся признаться самому себе в неожиданном поражении.
Проанализировав ситуацию, Бендер решает искать компромат на подпольного миллионера, и на время поисков открывает (для маскировки) контору по заготовке рогов и копыт. Затея помогает Бендеру сделать первый шаг к расследованию прошлого Корейко: в «Рога и копыта» приходит наниматься в качестве подставного руководителя («зицпредседателя») старик по фамилии Фунт. Фунт неоднократно номинально возглавлял фирмы-однодневки. За насыщенный различными знакомствами и событиями остаток лета Бендеру удаётся разузнать о тёмных делах Александра Ивановича в 1920-е годы.
Тем временем Паниковскому приходит в голову мысль, будто Корейко держит своё богатство в двухпудовых гирях. Старик уверен, что гири золотые. Он подговаривает Балаганова выкрасть их и распилить, не ставя Бендера в известность, но испытывает разочарование: гири оказываются самыми обычными.
Собрав увесистую папку материалов по «делу А. И. Корейко», Остап вновь появляется у подпольного миллионера и требует у него миллион рублей. После долгой ночи морально-физического противостояния Александр Иванович соглашается отдать деньги, но утром по пути «в закрома» ему удаётся ускользнуть от Бендера в суматохе начавшихся военных учений. Бендер, снова оглушённый неожиданным крахом своих планов, случайно встречает в газоубежище Зосю Синицкую и тут же ухватывается за это знакомство как за единственную нить, способную вновь привести к Корейко. Вскоре Зося вскользь сообщает ему, что Корейко находится на строительстве Турксиба («Восточной магистрали»). Когда она догадывается о том, что Бендер ухаживал за ней только ради этого — она порывает с ним.
По дороге к Корейко старинная машина героев разваливается на ходу, Паниковский умирает, а Шура с Адамом, разуверившись в затее Бендера, решают не следовать за Остапом дальше и остаться. Бендер находит Александра Ивановича и получает миллион, но в стране активно строящегося социализма деньги не приносят Остапу счастья. В Москве он встречает Балаганова, от которого узнаёт, что Козлевич сумел собрать «Антилопу» и вернулся в Черноморск. Остап вручает Шуре пятьдесят тысяч рублей, но Балаганов тут же «машинально» совершает в трамвае мелкую кражу и попадает в руки милиции.
Потерянный Бендер ради Зоси возвращается в Черноморск, где встречается с Козлевичем. Не найдя применения обретённому миллиону, он отправляет его бандеролью народному комиссару финансов, после чего видит на улице Зосю. Бендер пытается вернуть девушку, но та уже успела выйти замуж. Поняв, что теперь потерял и любовь, и деньги, Остап бросается возвращать хотя бы последнее, что ему не без труда удаётся. Вновь обретя почти миллион, он принимает решение «начать трудовую буржуазную жизнь» в Рио-де-Жанейро. Целую зиму Остап готовится к переходу границы, скупая золотые изделия и валюту. Весной он переходит границу, но наряд румынских пограничников отнимает у него всё. В финале избитый Бендер устало произносит: «Не надо оваций! Графа Монте-Кристо из меня не вышло. Придётся переквалифицироваться в управдомы».

## В фильме снимались

### В главных ролях
- Сергей Юрский — Остап Бендер, авантюрист
- Леонид Куравлёв — Шура Балаганов, молодой мошенник
- Зиновий Гердт — Михаил Самуэлевич Паниковский, пожилой проходимец
- Евгений Евстигнеев — Александр Иванович Корейко, подпольный миллионер
- Светлана Старикова — Зося Викторовна Синицкая, возлюбленная Корейко и Бендера
- Николай Боярский — Адам Казимирович Козлевич, автомобилист

### В ролях
- Павел Винник — Берлага, бухгалтер
- Игорь Ясулович —  шофёр-любитель
- Владимир Пицек — проводник
- Николай Сергеев — старик Синицкий, дед Зоси
- Раднэр Муратов — студент в купе
- Виктор Баженов — студент в купе
- Тамара Сёмина — Раечка, студентка в поезде
- Константин Воинов — Скумбриевич, руководитель «Геркулеса»
- Виктор Семёнов — Перикл Фемиди, муж Зоси
- Владимир Ванышев — председатель исполкома, г. Удоева
- Эмилия Трейвас — потерпевшая в трамвае
- Евгений Перов — Полыхаев, руководитель «Геркулеса»
- Юлия Диоши — Серна Михайловна, секретарша Полыхаева
- Надежда Самсонова — Чеважевская, служащая
- Павел Павленко — Фунт, зицпредседатель
- Александр Январёв — студент в купе
- Евгений Гуров — официант (нет в титрах)
- Игорь Кашинцев — Бомзе, служащий (нет в титрах)
- Михаил Кокшенов — дежурный в Арбатове (нет в титрах)
- Николай Ершов — председатель райисполкома Арбатова (нет в титрах)
- Дмитрий Орловский — начальник строительства (нет в титрах)
- Александра Денисова — эпизод (нет в титрах)
- Инна Фёдорова — эпизод (нет в титрах)
- Фёдор Леонтович — эпизод (нет в титрах)

## Съёмочная группа
- Автор сценария: Михаил Швейцер
- Режиссёр: Михаил Швейцер
- Оператор: Сергей Полуянов
- Художник: Абрам Фрейдин
- Композитор: Георгий Фиртич
- Комбинированные съёмки:
  - оператор: Александр Ренков
  - художник: Зоя Морякова
- Консультант по подводным съёмкам: Фёдор Леонтович

## Съёмки
- Пробы на роли также проходили Александр Пороховщиков, Николай Губенко и Владимир Басов (на роль Остапа Бендера), Вячеслав Невинный (на роль Балаганова), Ролан Быков и Георгий Вицин (на роль Паниковского).
- Фильм снимался в Юрьеве-Польском, Одессе и Каракумах.
- Первая серия фильма и сцены с автопробегом и выступлением Бендера на трибуне снималась в городе Юрьев-Польский (Юрьев-Польско́й) Владимирской области и в селе Сима Юрьев-Польского района весной 1967 года. Натурные съёмки Черноморска проводились в Одессе, которая авторам литературного первоисточника действительно служила прототипом Черноморска. Эпизод на берегу («Запускайте Берлагу!») снят в Одессе, на пляже в Лузановке (СВС).
- Сцены с «Вороньей Слободкой» были полностью отсняты и смонтированы[1], однако ими пришлось пожертвовать для сокращения хронометража. Киноплёнка с эпизодом «Воронья слободка» была сохранена вдовой Анатолия Папанова Надеждой Юрьевной Каратаевой. В 1992 году трёхминутный фрагмент этой сцены был показан на вечере памяти Папанова, транслировавшемся по телевидению.[2]
- В 1967 году по просьбе кинематографистов инженер Лев Шугуров спроектировал автомобиль, который сыграл в фильме роль автомобиля «Антилопа Гну» (по книге — «Лорен-Дитрих»)[3]. Были использованы двигатель, трансмиссия и рама от автомобиля УАЗ-452, задний мост — от старого автомобиля ГАЗ-А. По чертежам Шугурова была выполнена облицовка кузова, руль был перенесён с левой на правую сторону в соответствии с традициями автомобилестроения начала XX века. Получившийся автомобиль имел ряд отличий от описанного в книге Ильфа и Петрова (по устоявшемуся в советское время мнению, основанному на ряде эпизодов из книги, «оригинальный» автомобиль Козлевича должен был иметь кузов типа «тонно»[4] с балдахином, двумя рядами расположенных друг напротив друга сидений и дверцей по центру задней части, а также цепной привод заднего моста).

- Для создания музыки к фильму первоначально был приглашён Георгий Свиридов. Композитор создал три оркестровых фрагмента («Автопробег», «Остап Бендер» и «Паниковский»), после чего работа остановилась: сотрудничество Свиридова и Швейцера прервалось, и режиссёр обратился к Георгию Фиртичу, который и значится в титрах как автор музыки. Впрочем, согласно исследованиям кандидата искусствоведения Александра Белоненко, в фильме звучит ещё и музыка Свиридова: тема автопробега принадлежит именно ему[5].